# Lauren Kate
Lauren Kate (Dallas, Texas; 21 de marzo de 1981) es una escritora estadounidense de literatura juvenil de fantasía, más conocida por escribir la saga de Oscuros. Lotus Entertainment adquirió los derechos cinematográficos de la saga completa en el primer día de publicación de Oscuros (9 de diciembre de 2009). El 9 de septiembre del 2022 Variety informo sobre la preparación de una serie de televisión de Fallen (Oscuros), la producción esta acargo de Silve Reel y Night Train Media, con la coproducción del servicio de streaming brasileño Globoplay.

## Biografía
Lauren nació y se crio en Dallas, Texas, y asistió a la Universidad Emory donde obtuvo su licenciatura, después se trasladó a Nueva York y poco después cursó un máster en escritura creativa en la Universidad de California en Davis. Kate ha declarado que su experiencia en el "viejo sur" del área de Atlanta la inspiró para configurar la academia de Oscuros en la época de la Guerra Civil. Ha declarado que su escuela no fue inspiración para la creación de Espada y la Cruz para la saga Oscuros, de hecho, ella se basó en su escuela secundaria para la historia de La traición de Natalie Hargrove, la escuela secundaria de Dallas donde ella asistió (Plano Senior High School). La saga Oscuros empleo muchos meses de investigación teológica para Lauren Kate. Ella había conseguido la idea para la saga de una línea en el Génesis que se encontró mientras estudiaba la Biblia en la escuela de posgrado en California. Su primer libro fue La traición de Natalie Hargrove que fue lanzado el 12 de noviembre del 2009, con lo que después escribiría su primera saga, una dulogía y un extra de su primera saga que fue publicado el 10 de noviembre del 2015.
Lauren vive actualmente en Los Ángeles con su esposo, donde a procreado dos hijos, Matilda en 2013 y Venice en 2014..
Entre sus libros más destacados están Teardop y Fallen o en sus títulos en español La última lágrima y Oscuros; Oscuros, que alcanzó el tercer puesto en la lista de libros más vendidos de New York Times, para el capítulo infantil (Children's Picture Books) el 8 de enero de 2010. A partir del miércoles 30 de enero de 2011, Oscuros había pasado varias semanas en la lista.

## Captación de sus libros
La traición de Natalie Hargrove fue la primera obra literaria de Lauren Kate, marcando su debut en el año del 2009, una historia juvenil que logró captar la atención de algunos críticos literarios, dándole una crítica bastante apacible y brindándole un excelente futuro en el mundo literario.
Oscuros es el primer libro de su exitosa saga, fue publicado el 8 de diciembre del 2009, debutando en la tercera posición del New York Times, donde permaneció varias semanas hasta finales de febrero.  El poder de las sombras, la continuación de Oscuros, fue lanzado el 28 de septiembre de 2010, debutó en el primer puesto en la lista de los más vendidos de New York Times el 17 de octubre. La edición de bolsillo de Oscuros, La eternidad y un día, debutó en el primero en la lista, también. El tercer libro de la saga Oscuros, La trampa del amor, fue lanzado el 14 de junio de 2011. Una nueva edición de La traición de Natalie Hargrove también fue lanzado en el mismo día que la edición de bolsillo de El poder de las sombras. El 23 de junio, La trampa del amor alcanzó el número 7 en la lista de superventas de EE. UU. hoy en día para los libros en general. El 3 de julio de 2011, La trampa del amor clasificó a los libros de Oscuros a la sección de las sagas de la lista de superventas del New York Times, entrando en la lista en el número 2, detrás de los libros de Los Juegos del Hambre. Cada uno de los libros antes mencionados ha aparecido encima de listas de best-sellers de muchos otros países también. El último que sería el cuarto La primera maldición fue lanzado el 12 de junio de 2012, llegando el número 1 del New York Times.
La tercera historia o libro que lanzó fue La última lágrima el 23 de octubre de 2013 que le sigue el segundo La última lágrima: átlántida publicada el 28 de octubre del 2014. Hasta el momento la historia de Eureka sigue inconclusa, pero Lauren Kate ha dicho que planea seguir y darle una conclusión en forma de trilogía, pero por lo pronto descansara un poco con respecto a este proyecto aún inconcluso.
En 2015 se lanza el quinto libro de la saga llamado Unforgiven, esta quinta parte se desprende de la línea de Oscuros donde se nos relataba la historia trágica y maldita de Lucinda y Daniel, ahora esta parte nos hablara del enigmático personaje de Cam Briel, el demonio antagonista de Oscuros, el libro se publicó en noviembre del 2015 en Estados Unidos, mientras que en México su publicación fue el 16 de junio del 2017 bajo el nombre de "El retorno de los caídos", se espera o planea Lauren Kate hacer más partes de los demás personajes, según Kate hasta el momento tiene planeado hacer partes de Roland Sparks y Arriane Alter.

## Opiniones
Antes, su primera novela, La traición de Natalie Hargrove ya merecía los elogios de la crítica:
- Deliciosamente retorcida, Publishers Weekly.
- Muchos adjetivos se pueden aplicar a este debut: Malo, decadente, impúdico, y todos ellos deben ser tomados como cumplidos, Booklist.
- Lauren Kate es una escritora extraordinaria, La Femme Readers

La Reina del Adolescente ("Queen of teen"), la revista "The Aesthete" la ha considerado como la reina del adolescente, ya que ha creado un culto y seguidores jóvenes gracias a su saga: "La reina del adolescente, con sus novelas para jóvenes adultos la sensación Lauren Kate ganó los corazones y las mentes de millones de lectores adolescentes".

## Firma de libros

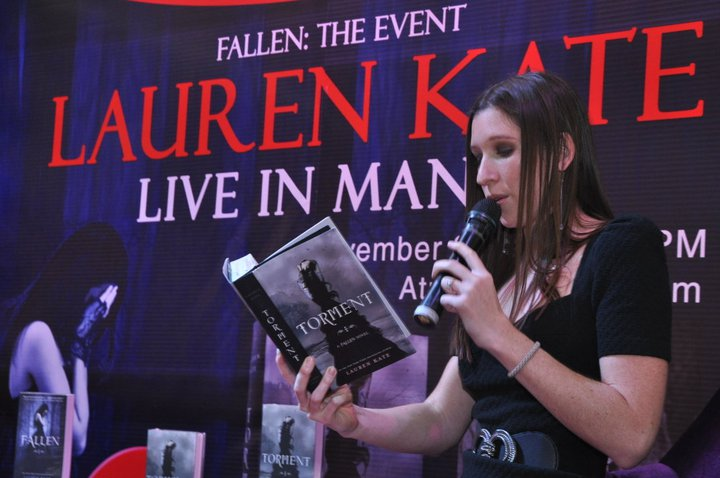
Lauren Kate, en Manila, Filipinas leyendo el segundo libro de Oscuros en una reunión de fanes en 2011.

Kate ha recorrido los Estados Unidos y le hadado la vuelta al mundo varias veces, organizando eventos para la promoción de sus libros en Inglaterra, Irlanda, Australia, Países Bajos, Alemania, Bélgica, Italia, Hungría, Canadá, México, Brasil, Colombia, Ecuador, Singapur, Malasia, y Filipinas.

## Película y serie de TV
Por motivos de promoción de la adaptación cinematográfica de su primer libro, Oscuros, Lauren Kate ha estado en Filipinas y Brasil para promocionar la adaptación; haciendo firmas de autógrafos en los estrenos de la película en estos dos países, posteriormente Kate y la actriz Addison Timlin quien interpreta al personaje principal de la saga Luce, estuvieron en la Comic-Con de Brasil haciendo entrevistas, conferencias de prensa y firmando autógrafos; la película se estrenó por primera vez en el continente Americano el 8 de diciembre del 2016, siendo Brasil el único país del continente en estrenar hasta el momento la adaptación de Oscuros.
- Oscuros (película) - Fecha de estreno 10 de noviembre de 2016, en Filipinas.

El 9 de septiembre del 2022 Variety informo sobre la preparación de una serie de televisión de Fallen (Oscuros), el anuncio fue dado en su página oficial, hasta este momento el anuncio a revelado a las casas productoras encargadas del proyecto, sus productores y su cast oficial, Silve Reel y Night Train Media, con la coproducción del servicio de streaming brasileño Globoplay, la producción a cargo de Fallen (Oscuros) está formada por Bluemhuber, junto con Hastings y Herbert L. Kloiber, Karol Griffiths de Silver Reel, Florian Dargel, Alexander Jooss y Olivia Pahl y James Copp de Night Train Media son coproductores ejecutivos, Alen Bulic supervisa el proyecto de Silver Reel. Esta creada por Claudia Bluemhuber de Silver Reel y dirigida por Matt Hastings (“The Handmaid’s Tale”) y escrita por Rachel Paterson ("Domina") y Roland Moore ("Humans"), quienes también son coproductores ejecutivos, Mahlon Todd Williams es el director de fotografía ("DC's Legends of Tomorrow").

## Obras
Saga Oscuros (en inglés Fallen)
- Oscuros (título en íngles: Fallen) (8 de diciembre de 2009)
- Oscuros: El poder de las sombras (título en íngles: Torment) (28 de septiembre de 2010)
- Oscuros: La trampa del amor  (Título en íngles: Passion) (14 de junio de 2011)
- Oscuros: La primera maldición (Título en íngles: Rapture) (12 de junio de 2012)
- Oscuros: La eternidad y un día (Título en inglés Fallen in love) (24 de enero de 2012)
- Oscuros: El retorno de los caídos (Título en inglés: Unforgiven) (10 de noviembre de 2015)
- Angels In The Dark (Edición de bolsillo) (10 de diciembre de 2013)

Teardrop y Waterfall (en español La última lágrima y La última lágrima: Atlántida)
- La última lágrima (23 de octubre de 2013)
- Last Day of Love precuela (10 de diciembre de 2013)
- La última lágrima: atlántida (28 de octubre de 2014)

Otros libros
- La traición de Natalie Hargrove (12 de noviembre de 2009)
- La canción del Huérfano (25 de junio de 2019)
- Por cualquier otro nombre (1 de marzo de 2022)